# 骨唇黄河鱼
骨唇黄河鱼（学名：Chuanchia labiosa）一种分布于中国黄河上游的淡水鱼，隶属于鲤科黄河鱼属。此鱼列入国家重点保护野生动物名录（2021年版）二级保护。

## 形态特征
骨唇黄河鱼体长115～184毫米。体型较为细长，稍侧扁。头背及体侧部呈灰褐色，杂有少量黑褐色斑的斑点或小斑块，腹侧银白色；鳍为浅红色。